# Ciclismo ai Giochi della XXVI Olimpiade - Cross country femminile
La gara di Cross country femminile dei Giochi della XXVI Olimpiade si è disputata il 30 luglio su un percorso di 31,8 km al Georgia International Horse Park a Conyers, ad est di Atlanta, negli Stati Uniti. È stata la prima edizione di Cross-country ai Giochi olimpici.
La competizione ha visto la partecipazione di 29 cicliste provenienti da 19 nazioni.
La medaglia d'oro fu vinta dall'italiana Paola Pezzo, mentre l'argento e il bronzo sono andati rispettivamente alla canadese Alison Sydor e alla statunitense Susan DeMattei.

## Programma
Tutti gli orari sono UTC-4
| Data           | Ora (UTC-4) | Turno  |
| -------------- | ----------- | ------ |
| 30 luglio 1996 | 14:30       | Finale |

## Ordine d'arrivo
| Pos     | Atleta              | Nazione       | Tempo    |
| ------- | ------------------- | ------------- | -------- |
| Oro     | Paola Pezzo         | Italia        | 1h50'51" |
| Argento | Alison Sydor        | Canada        | a 1'07"  |
| Bronzo  | Susan DeMattei      | Stati Uniti   | a 1'45"  |
| 4       | Gunn-Rita Dahle     | Norvegia      | a 2'59"  |
| 5       | Elsbeth Vink        | Paesi Bassi   | a 3'47"  |
| 6       | Annabella Stropparo | Italia        | a 5'05"  |
| 7       | Regina Marunde      | Germania      | a 6'30"  |
| 8       | Katie Lynch         | Nuova Zelanda | a 6'49"  |
| 9       | Eva Orvošová        | Slovacchia    | a 7'05"  |
| 10      | Juli Furtado        | Stati Uniti   | a 7'41"  |
| 11      | Laurence Leboucher  | Francia       | a 8'09"  |
| 12      | Daniela Gassmann    | Svizzera      | a 8'20"  |
| 13      | Lesley Tomlinson    | Canada        | a 10'13" |
| 14      | Alla Yepifanova     | Russia        | a 10'44" |
| 15      | Mary Grigson        | Australia     | a 11'47" |
| 16      | Silvia Fürst        | Svizzera      | a 12'13" |
| 17      | Erica Green         | Sudafrica     | a 12'15" |
| 18      | Kateřina Neumannová | Rep. Ceca     | a 13'12" |
| 19      | Kateřina Hanušová   | Rep. Ceca     | a 13'14" |
| 20      | Laura Blanco        | Spagna        | a 13'29" |
| 21      | Lenka Ilavská       | Slovacchia    | a 13'52" |
| 22      | Deb Murrell         | Gran Bretagna | a 13'53" |
| 23      | Kanako Tanikawa     | Giappone      | a 14'53" |
| 24      | Sandra Temporelli   | Francia       | a 16'06" |
| 25      | Gao Hongying        | Cina          | a 18'17" |
| 26      | Silvia Rovira       | Spagna        | a 18'26" |
| 27      | Nadezhda Pashkova   | Russia        | a 25'45" |
|         | Caroline Alexander  | Gran Bretagna | DNF      |
|         | Sandra Ambrosio     | Argentina     | DNF      |

Nota: DNF ritirato, DNS non partito, DSQ squalificato